# Милан Тополовачки
Милан Тополовачки (Ковачица, 9. децембар 1933 — Београд, 1994) био је српски позоришни и телевизијски редитељ, глумац, драматург, театролог и књижевник.
Завршио је Глумачку школу у Новом Саду, Филозофски факултет у Београду, а затим је дипломирао и позоришну режију на Академији за казалишну умјетност у Загребу, у класи проф. Бранка Гавеле.
У младости је био глумац у Хумористичком позоришту у Београду. Након тога се опредељује за новинарство, естетику, позоришну и телевизијску режију. Као позоришни режисер радио је широм СФРЈ, нарочито на поставкама драма југословенских писаца.
Аутор је великог броја документарних филмова и емисија, укључујући и серије „Портрети“, „Сећања“, „Међаши“, „22 милиона“, „Између конгреса“, „Црвени универзитет“, „Путевима слободе“ („Путевима револуције“) и „Запис Талији“ за Телевизију Београд; „Војводина у НОБ-у“, „Стари мајстори-сликари“ и „Композитори борци“ за ТВ Нови Сад, као и „Афричка кретања“ за Телевизију Загреб.
Објавио је и три књиге театролошких и телевизијских огледа.

## Књиге
- Сапутници: драматуршки огледи, „Петар Кочић“, Београд, 1972.
- Сиренски зов текста (уредио Бруно Поповић), Омладински културни центар, Загреб, 1988.
- Пред сликом времена: трактат о телевизији, Радио-телевизија Београд, Београд, 1988.